# Aeroportul Dembidolo
Aeroportul Dembidolo (IATA: DEM, ICAO: HADD) este un aeroport din Etiopia ce deservește zona Dembidolo. A fost numit după zona deservită.
Situat la o altitudine de 1.585 m, aeroportul dispune de o singură pistă.